# Curva de Viviani

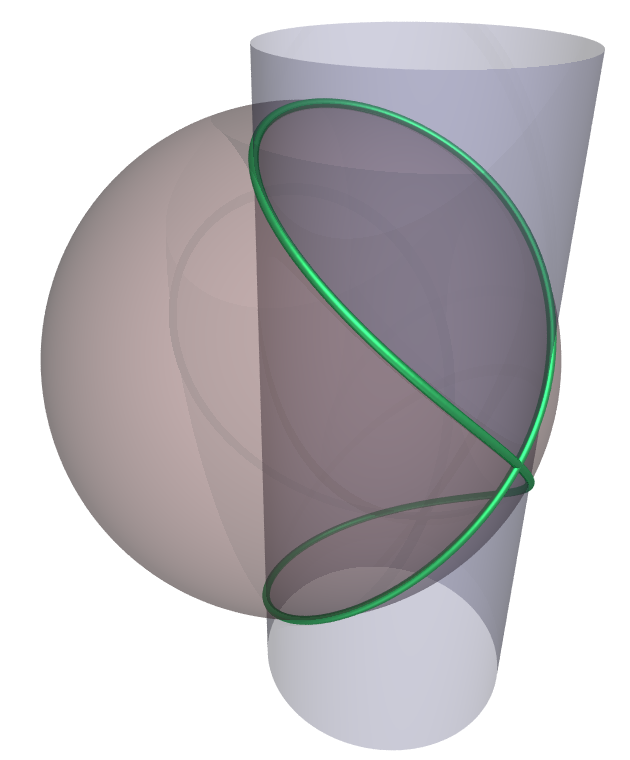
A curva de Viviani como intersecção de uma esfera e um cilindro.

Em matemática, particularmente geometria, a curva de Viviani, também conhecida como janela de Viviani, é uma curva no espaço figura em forma de oito nomeada em homenagem ao matemático italiano Vincenzo Viviani, a intersecção de uma esfera com um cilindro que é tangente à esfera e passa através do centro da esfera.
A projeção da curva de Viviani sobre um plano perpendicular à linha através do ponto de cruzamento e do centro da esfera é a lemniscata de Gerono.

## Fórmula
A curva pode ser obtida pela intersecção de uma esfera de raio {\displaystyle 2a} centrada na origem,
{\displaystyle x^{2}+y^{2}+z^{2}=4a^{2}\,}
com o cilindro centrado em {\displaystyle (a,0,0)} de raio {\displaystyle a} dado por
{\displaystyle (x-a)^{2}+y^{2}=a^{2}.\,}
A curva de intersecção resultante, {\displaystyle V}, pode ser parametrizada por {\displaystyle t} para dar a equação paramétrica da curva de Viviani:
{\displaystyle V(t)=\left\langle a(1+\cos(t)),a\sin(t),2a\sin \left({\frac {t}{2}}\right)\right\rangle .}
Isto é uma clélia com {\displaystyle m=1}, onde {\displaystyle \theta ={\frac {t-\pi }{2}}}.